# Comunanza Bidogno/Capriasca/Corticiasca

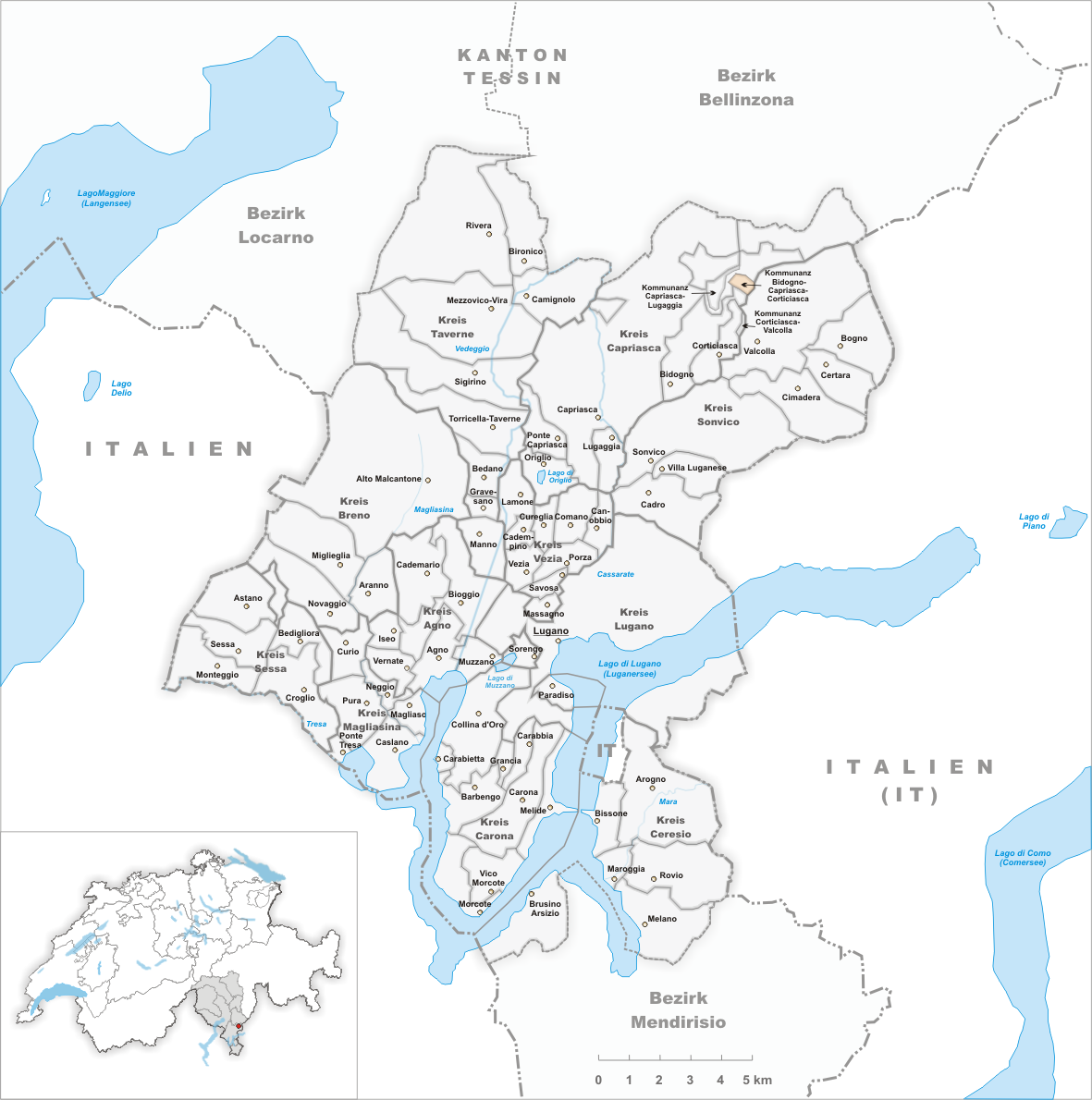
Comunanza Bidogno/Capriasca/Corticiasca

La Comunanza Bidogno/Capriasca/Corticiasca era un'area comune (comunanza) nel distretto di Lugano, nel Canton Ticino, in Svizzera. 

## Affiliazione politica
Il territorio di meno di mezzo chilometro quadrato era condiviso da tre comuni: Bidogno, Capriasca e Corticiasca . 

## Geografia
L'area subalpina disabitata è costituita da un ripido pendio meridionale parzialmente boscoso all'estremità settentrionale della Valle di Scareglia. Si trova a circa 1500 m sul livello del mare al di sotto del territorio  del comune di Capriasca e di quello dellaComunanza dii Capriasca / Lugaggia, le appartiene l’Alpe Piandanazzo. 

## Cancellazione del 20 aprile 2008
Con la fusione delle comunità Bidogno, Corticiasca, Lugaggia e Capriasca nel comune di Capriasca il 20 aprile 2008, questa comunità è stata sciolta. 